# Wacha
Wacha este o comună rurală din departamentul Magaria, regiunea Zinder, Niger, cu o populație de 48.020 de locuitori (2001).